# IJsbloemen

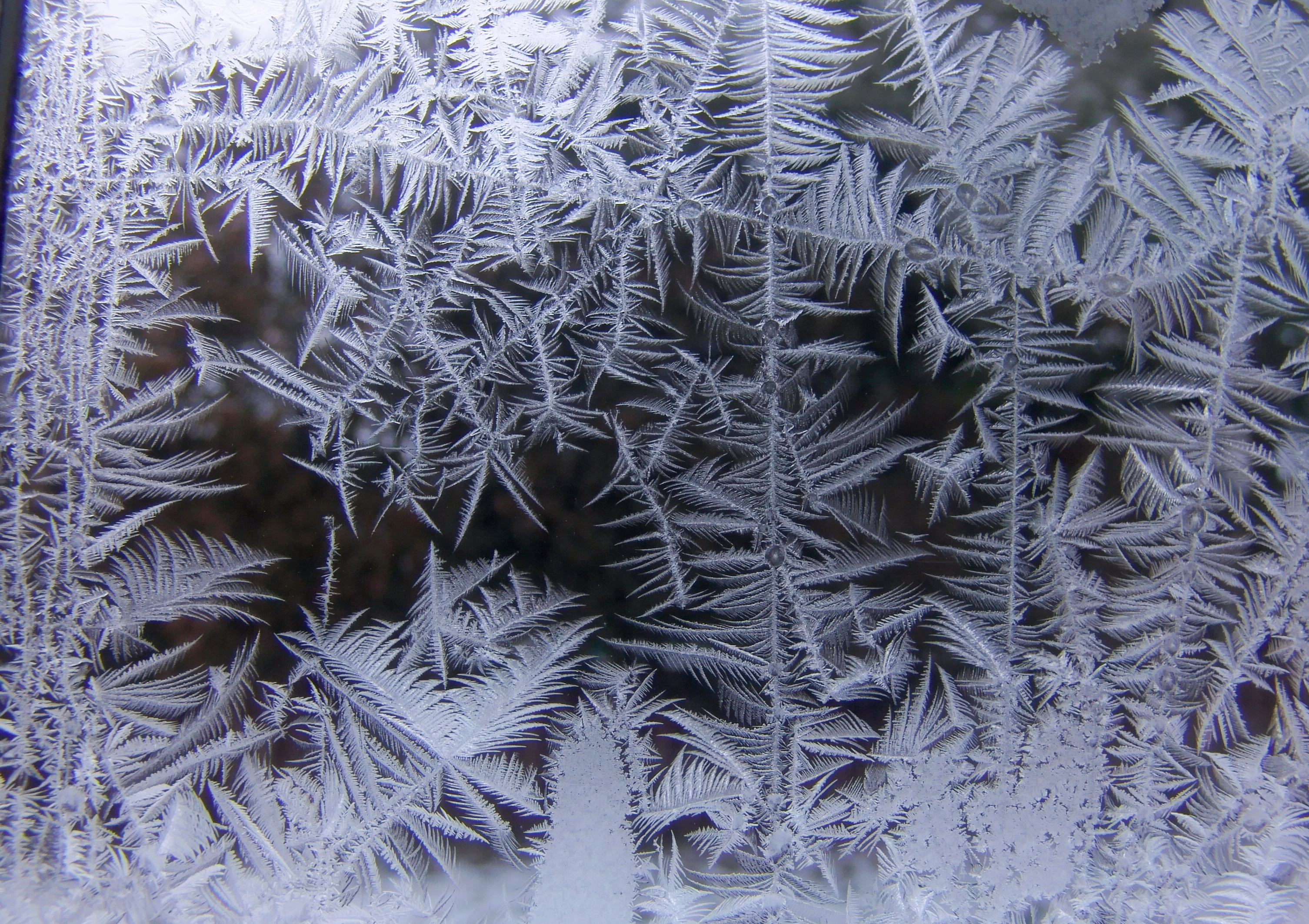
IJsbloemen tegen een ruit.

IJsbloemen zijn afzettingen van ijskristallen op een materiaaloppervlak, die vanwege hun vorm met bloemen vergeleken worden. Het is een thermodynamisch proces en gaat om een specifieke vorm van ruige rijp. Oftewel het fenomeen dat plaatsvindt is de faseovergang van onderkoeld waterdamp naar vaste ijskristallen op een materiaaloppervlak.

## Vorming
IJsbloemen vormen zich op dunne vensterruiten als aan de volgende omstandigheden wordt voldaan:
- de buitentemperatuur onder het vriespunt (0 °C) daalt,
- de luchtvochtigheid in de kamer hoog is,
- de ruit een geringe warmte-isolerende werking heeft, of juist heel goed isoleert (in dat geval vormen de ijsbloemen zich aan de buitenkant)
- zich bovendien groeikernen (bijvoorbeeld in de vorm van stofdeeltjes of krasjes) op het glas bevinden die kristallisatie van water mogelijk maken.

Warme kamerlucht die in contact komt met de ruit koelt af. Hierdoor neemt de relatieve luchtvochtigheid toe, omdat koudere lucht minder waterdamp kan bevatten dan warmere lucht. Wanneer de relatieve luchtvochtigheid een waarde van 100% bereikt, is de lucht verzadigd. Bij verdere afkoeling zal de waterdamp die niet meer kan worden opgenomen gaan rijpen en zullen tegen de ruit ijskristallen worden gevormd. Deze ijskristallen vormen op hun beurt weer uitstekende secundaire groeikernen waardoor ijsbloemen zich in typisch dendritische structuren kunnen uitbreiden. Naarmate er meer waterdamp rijpt, worden ijsbloemen groter, totdat deze uiteindelijk de hele ruit kunnen bedekken.
Doordat de meeste vensters tegenwoordig zijn gemaakt van dubbel glas, waarvan de binnenkant veel minder afkoelt, komen ijsbloemen minder vaak voor dan vroeger. Tegen de vensters van vliegtuigen vormen zich nog wel geregeld ijskristallen. Ook op andere materiaaloppervlakken, zoals de ruiten en de gelakte delen van auto's, kunnen zich ijskristallen vormen wanneer de omgevingstemperatuur onder de 0°C daalt.
Bij heel goed isolerend dubbel- of driedubbelglas kunnen er ijsbloemen aan de buitenkant van het venster ontstaan.

Voorbeelden van ijsbloemen
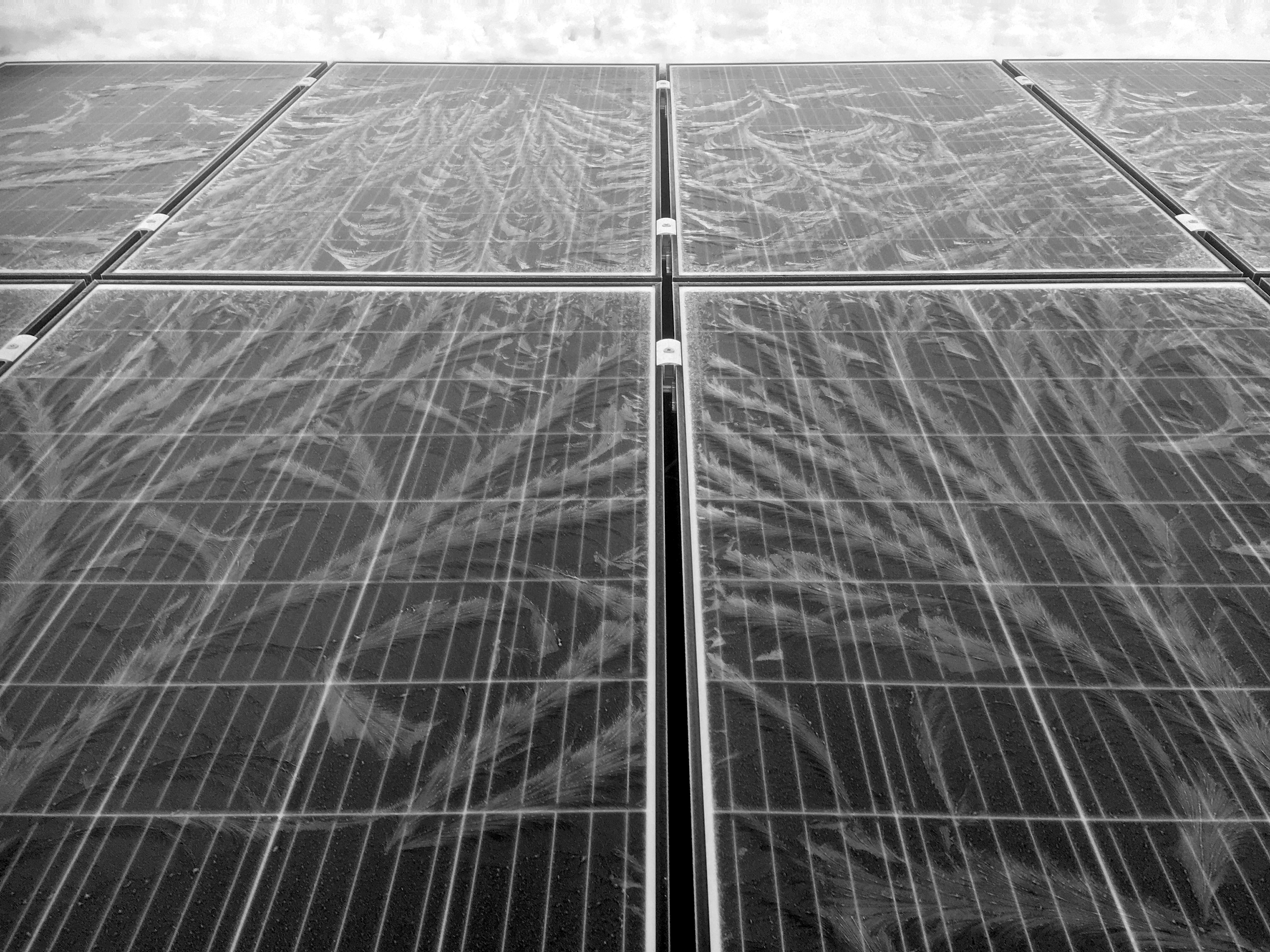
Ijsbloemen op het oppervlak van zonnepanelen.
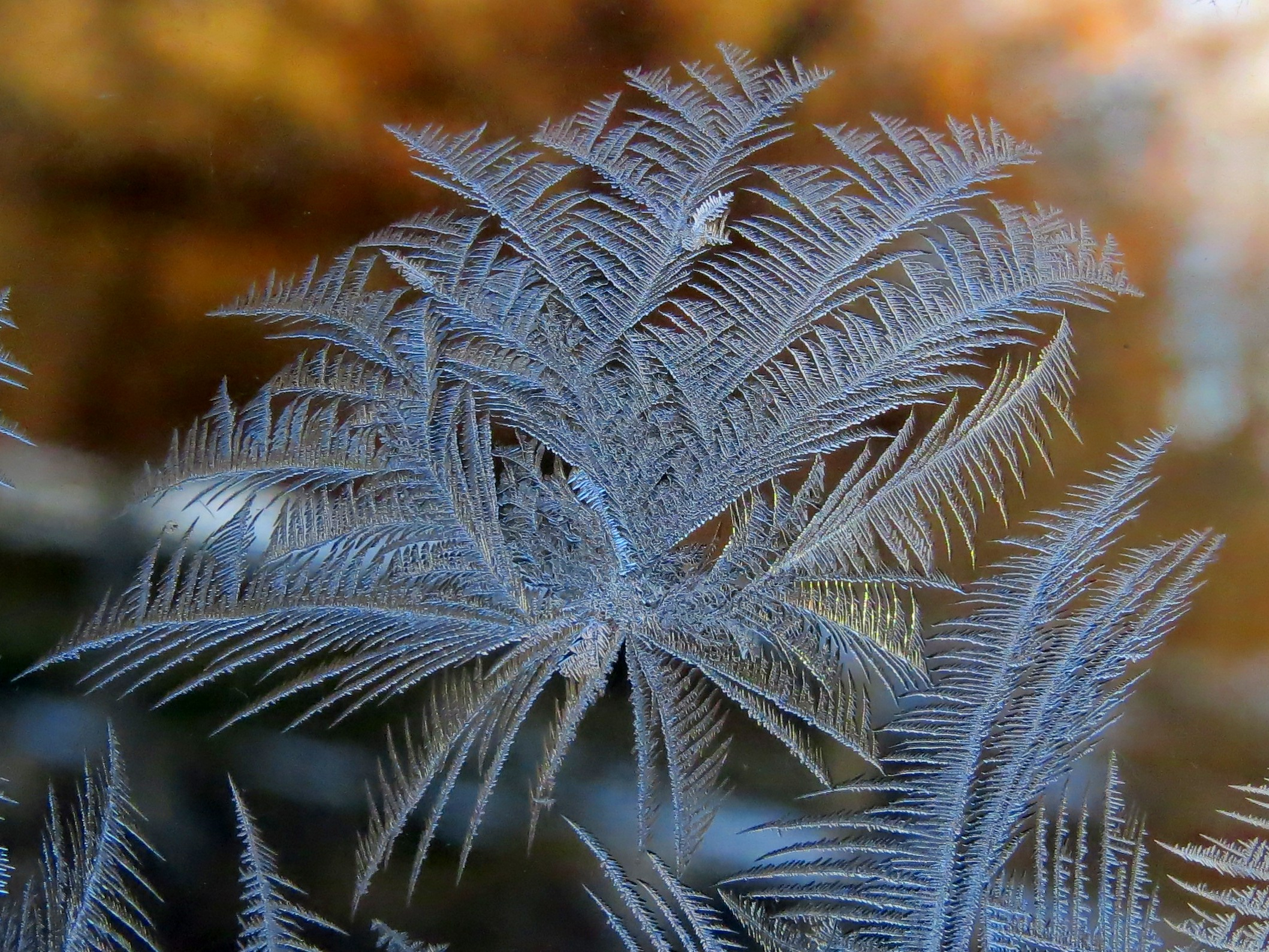
IJsbloem met een centrale kern.
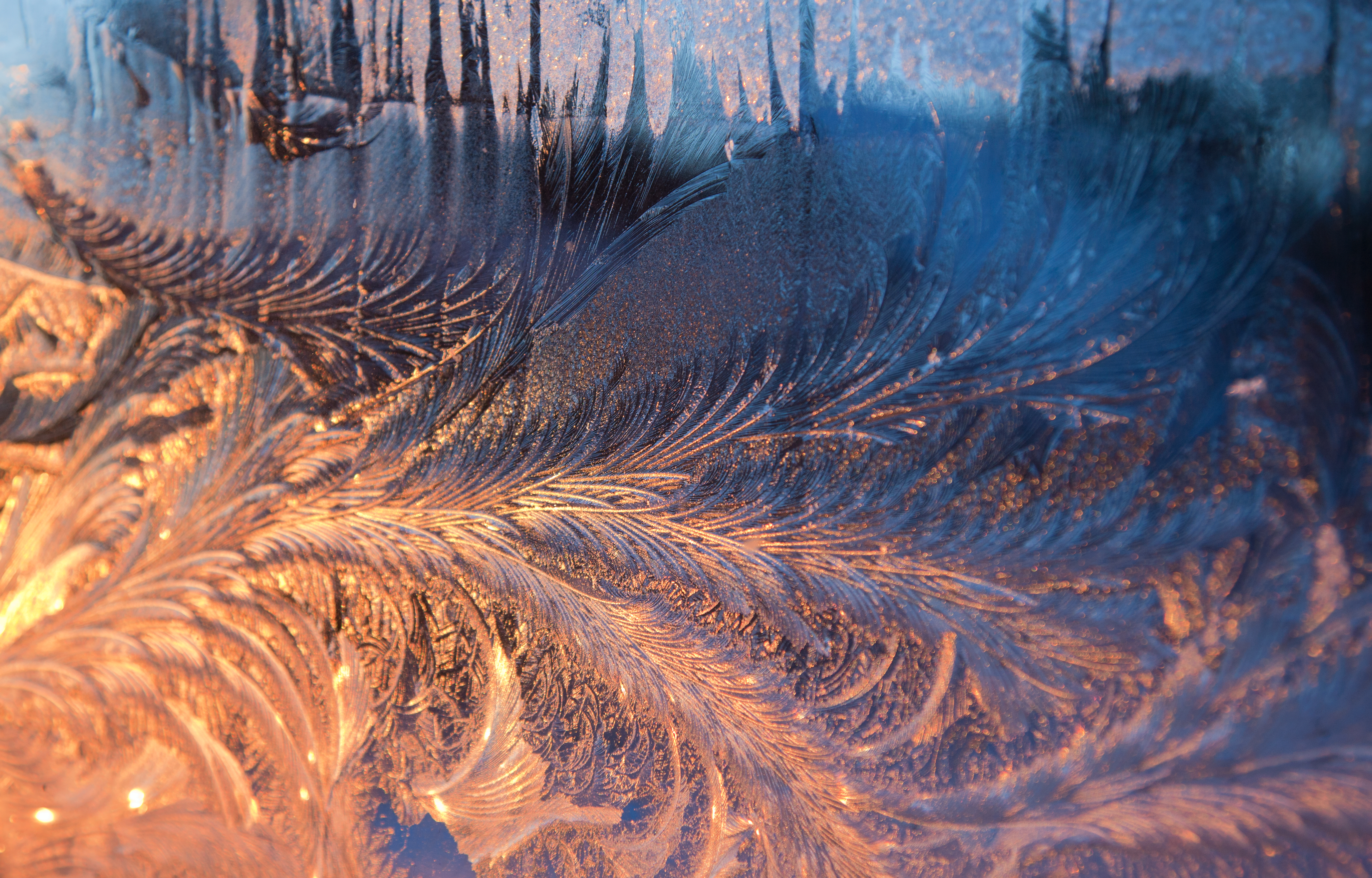
IJsbloemen tegen een ruit.
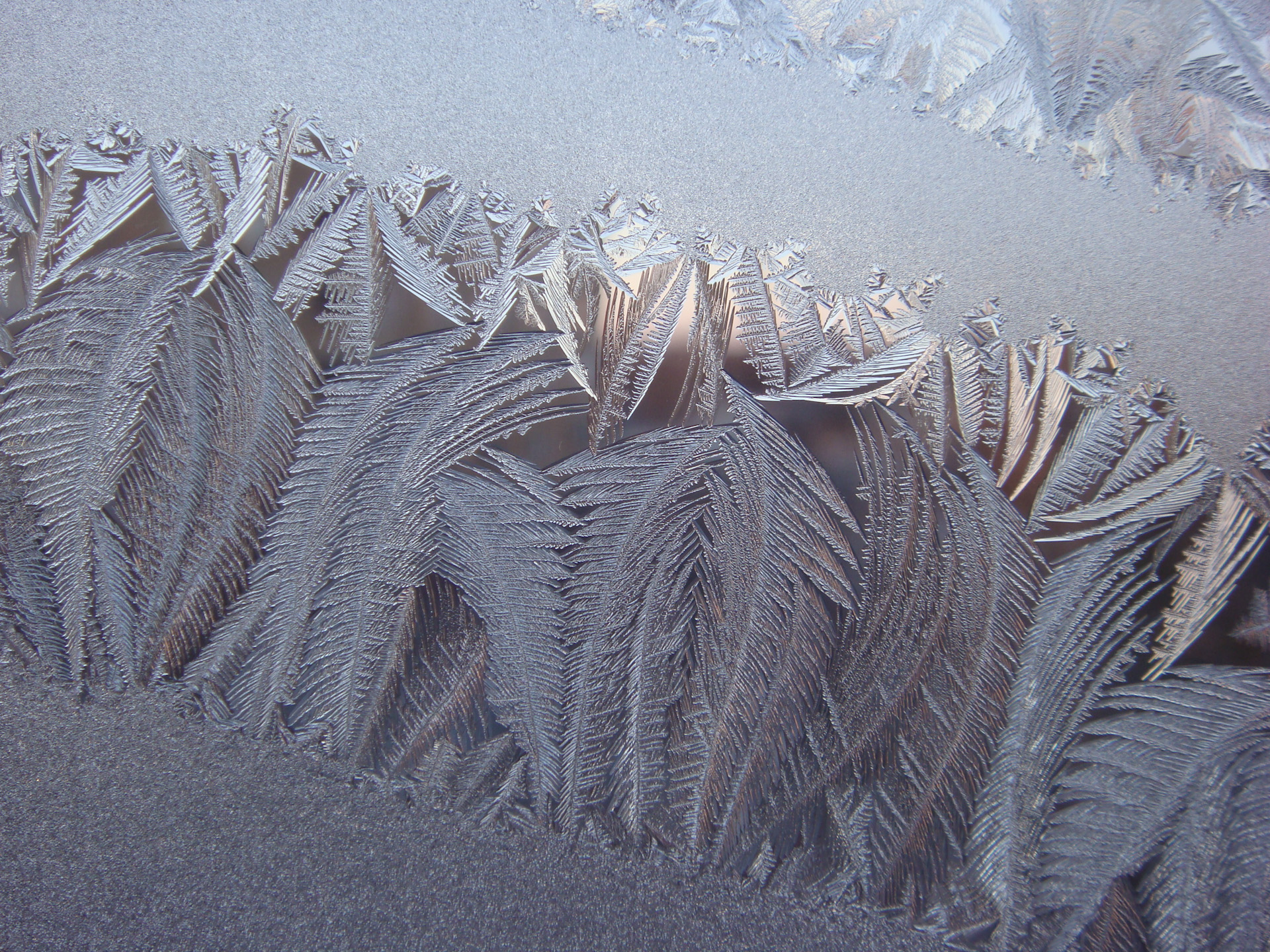
IJsbloemen gevormd in een voorkeursoriëntatie, in dit geval omhoog.
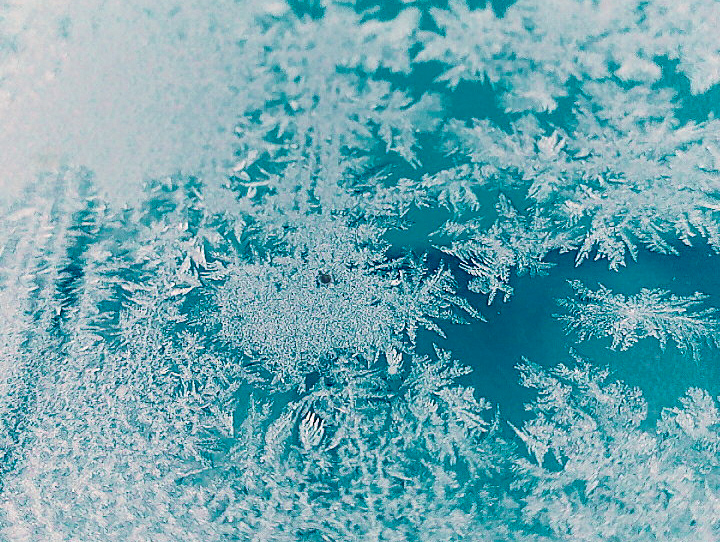
IJsbloemen op bevroren glas.
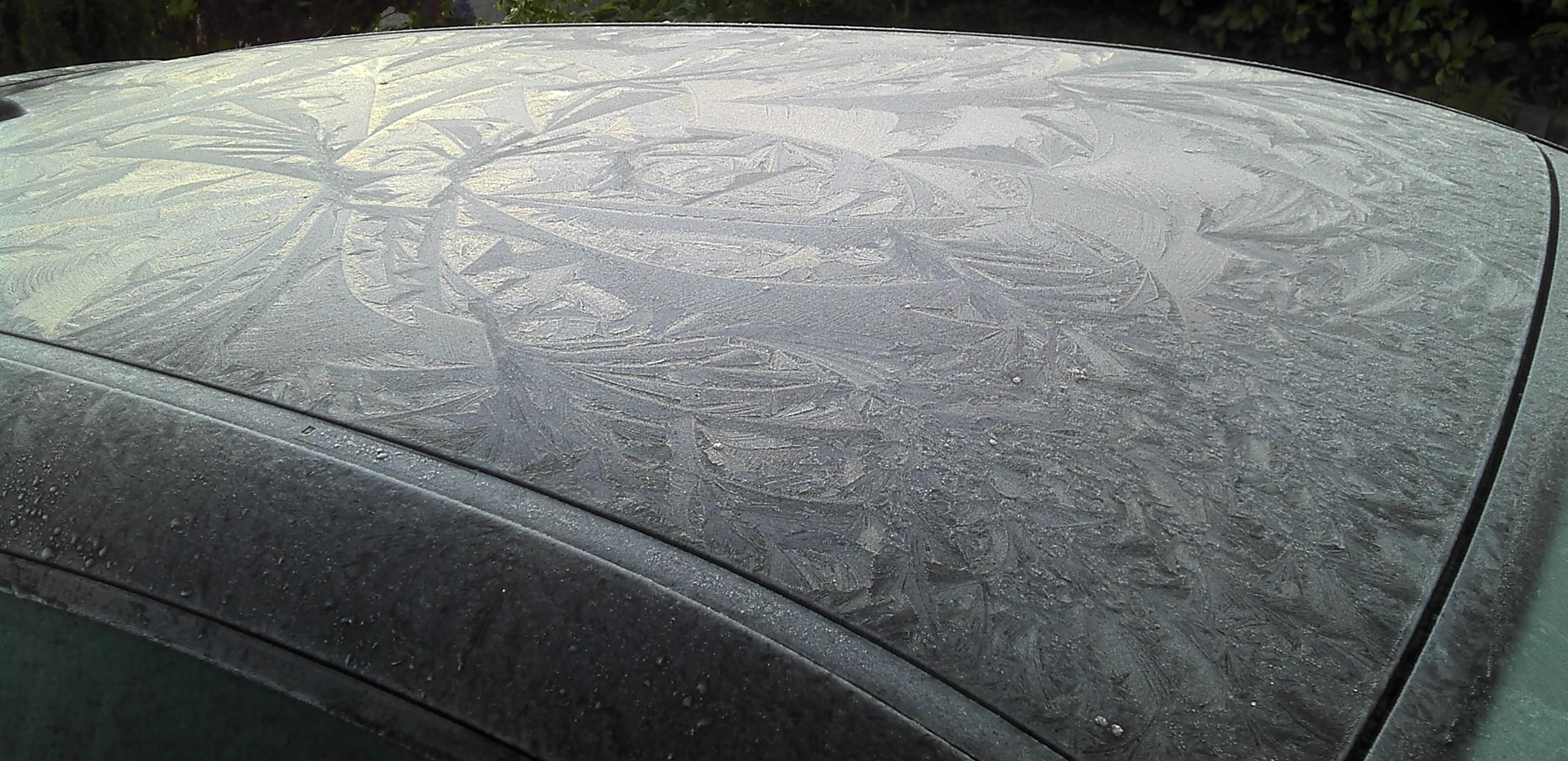
Ijsbloemen op het dak van een auto.
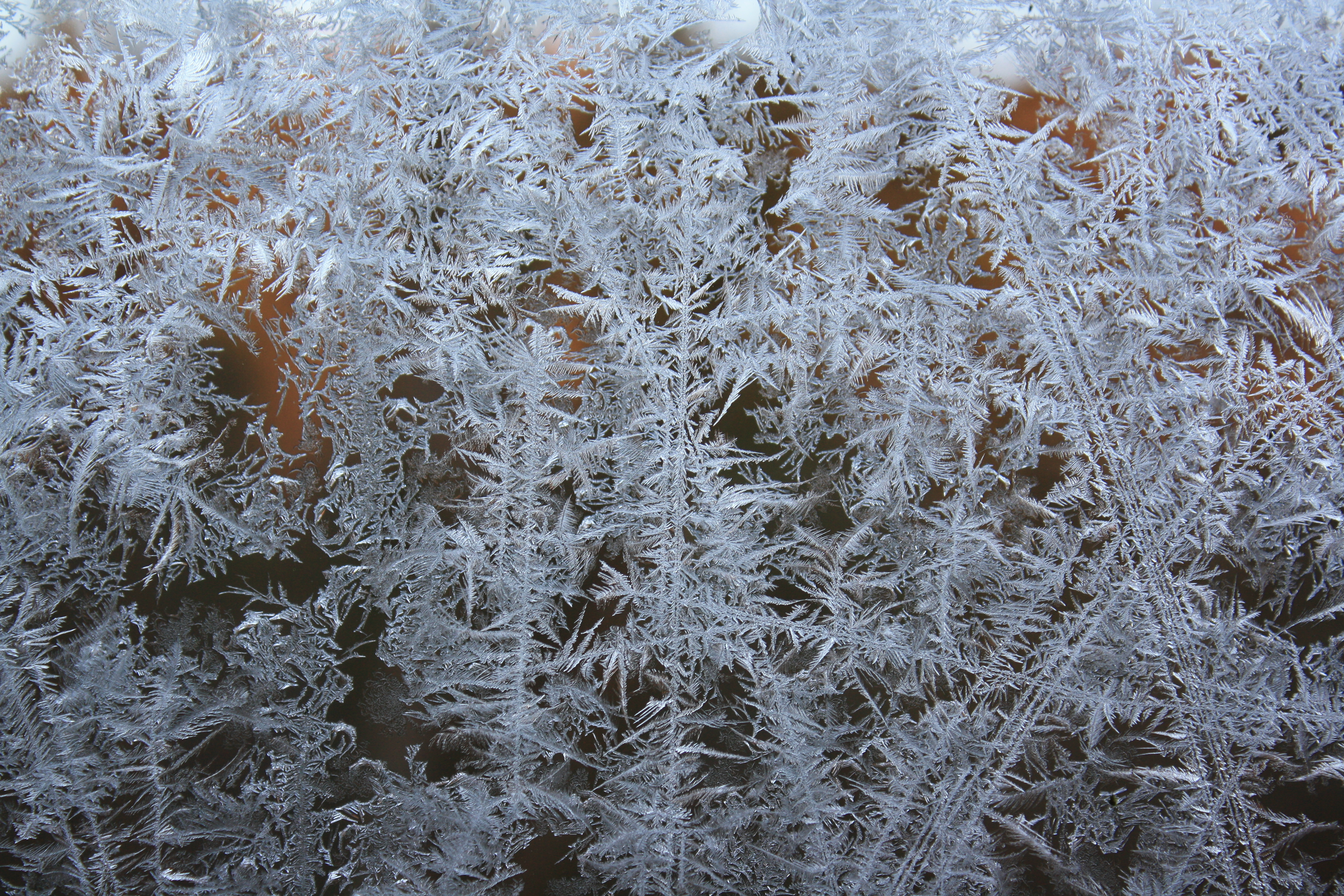
IJsbloemen tegen de ruit van een busstation.
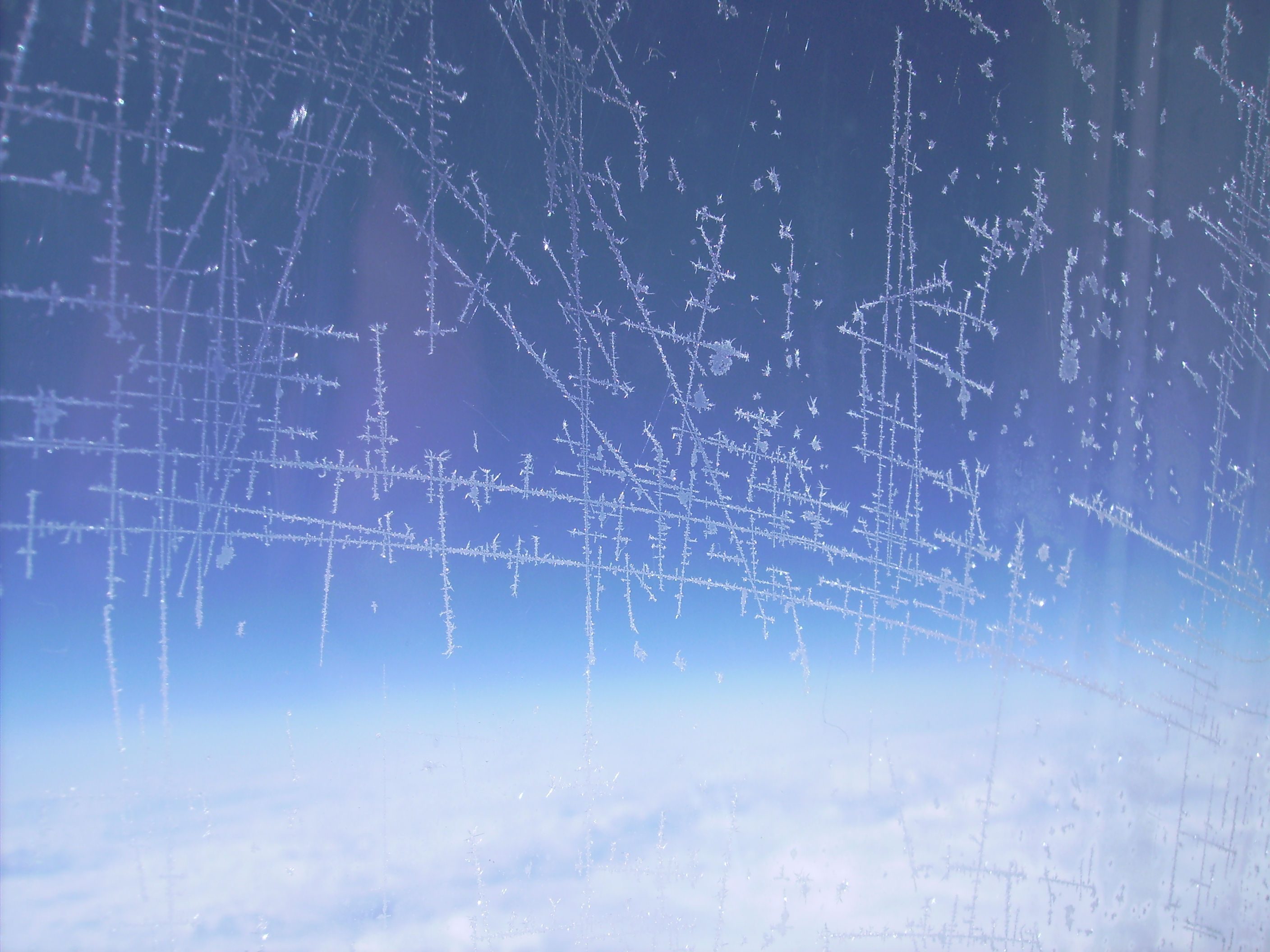
IJsbloemen tegen de ruit van een vliegtuig.
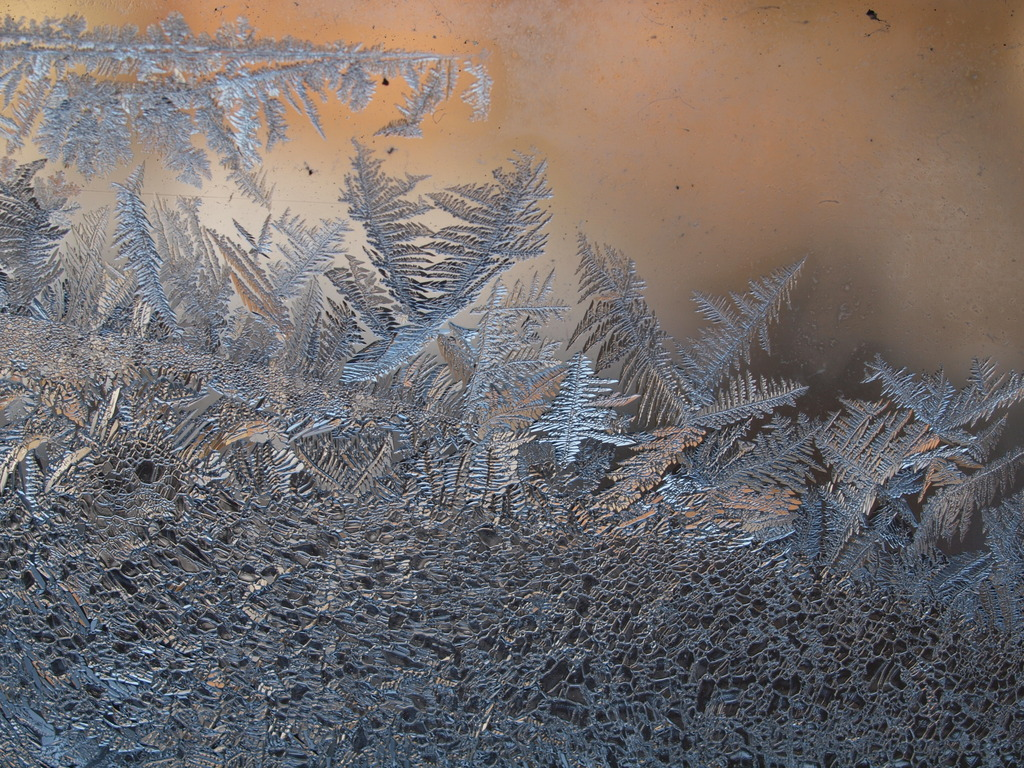
IJsbloemen tegen een vensterruit.
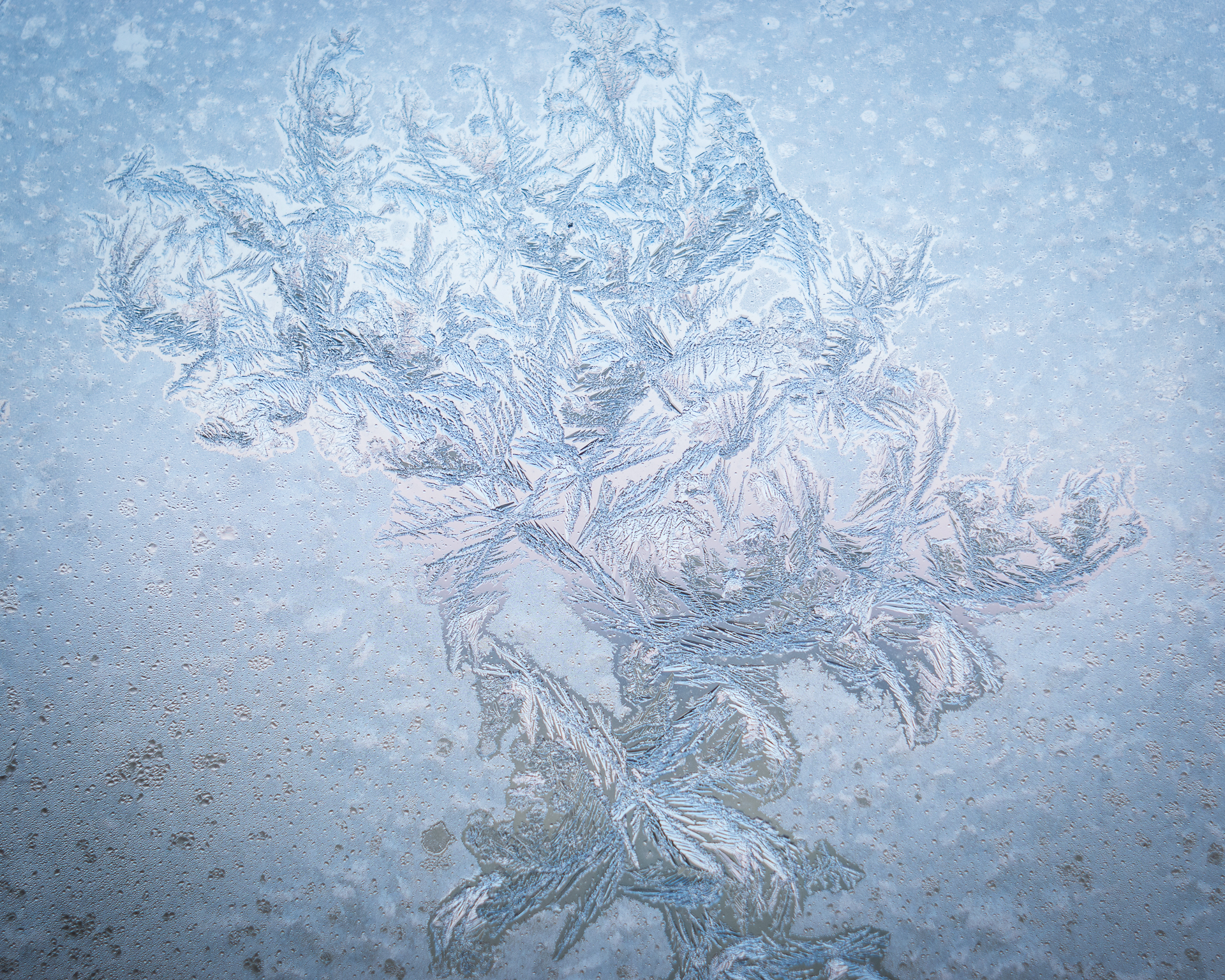
IJsbloemen.